# Via Maffia
Via Maffìa è una strada urbana del centro di Firenze, situata in Oltrarno, che va da via Santo Spirito a via Sant'Agostino, oltre la quale prosegue per un breve tratto senza sfondo, in direzione del giardino dei Del Rosso che occupa il centro dell'isolato verso via della Chiesa (con ingresso principale da via dei Serragli 49) e che chiude la via con un fabbricato di pertinenza al n. 43.

## Storia
La denominazione è in riferimento a un certo Maffio (ossia Matteo) Manetti che ebbe le proprie case verso l'incrocio con via Santo Spirito (dove si trovano il palazzo e le case Manetti) e verso quello con via di Sant'Agostino. Alcune fonti citano invece un certo Maffeo Palmieri. In ogni caso si tratta di un caso non infrequente di una strada fiorentina chiamata con declinazione in -a partendo da un nome proprio di persona o da un cognome, come via Laura, via Taddea o via Toscanella.
L'umanista Giannozzo Manetti visse in una casa in angolo con via Sant'Agostino, dotata di un passaggio interno per accedere agli orti del convento di Santo Spirito, da dove poteva recarsi comodamente a studiare nella biblioteca del convento, come ricorda Vespasiano da Bisticci.
Per il breve tratto senza sfondo oltre via Sant'Agostino è documentata fino a buona parte dell'Ottocento anche la titolazione di via Mozza o Mozzina (così, ad esempio, sulla pianta di Firenze di Ferdinando Ruggieri del 1731), nome che condivideva almeno con un tratto di via San Zanobi (che fu noto per avervi una casa Michelangelo Buonarroti, ma anche perché vi ebbe sede al tempo del Granducato uno dei bordelli autorizzati della città) e con una straduzza, che ancora si chiama così (via Mozza), presso via de' Benci.

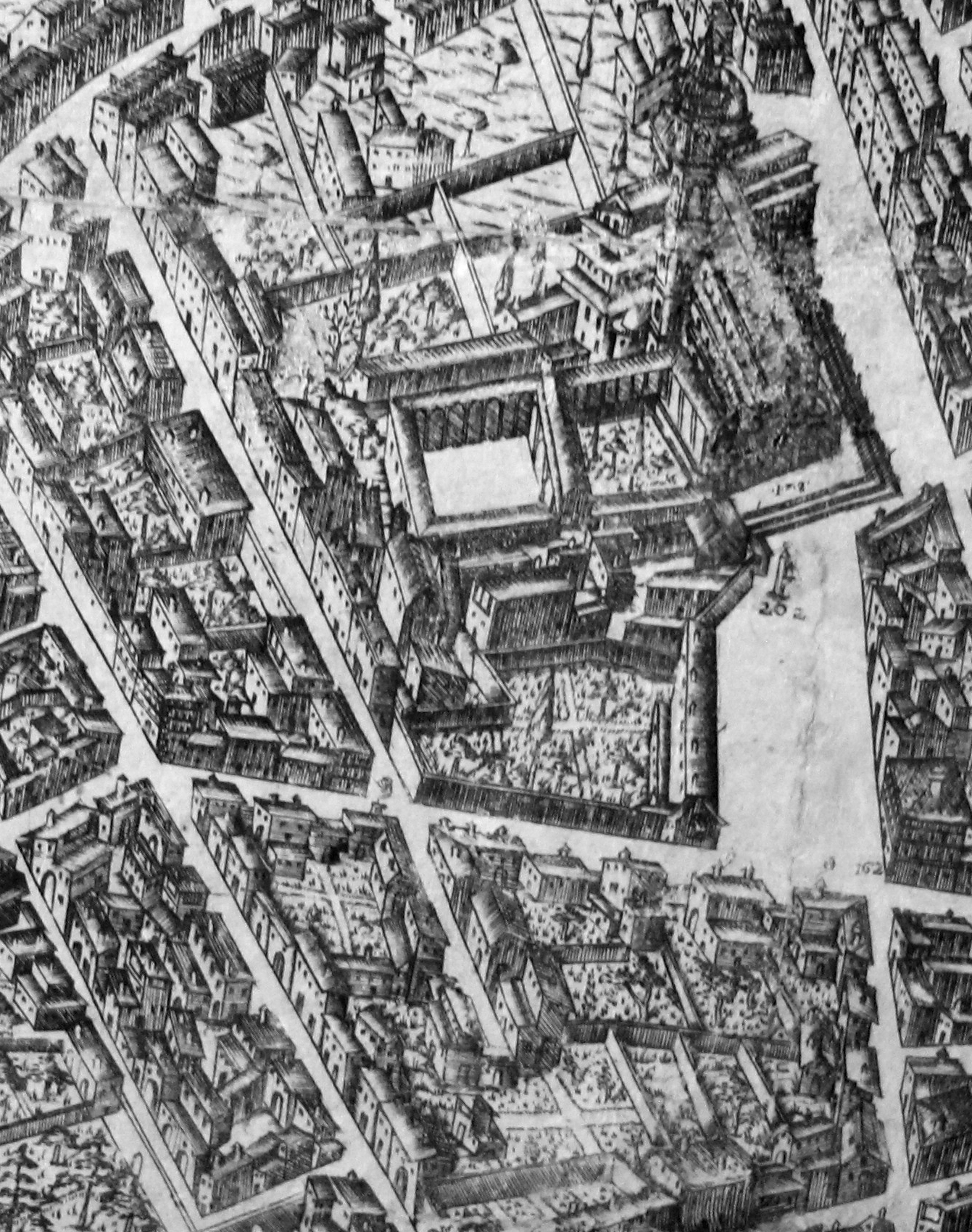
Via Maffia (a sinistra) e il complesso di Santo Spirito nella pianta del Buonsignori (1584)

## Descrizione
La via è formata, non tanto dalle facciate di case proprie, ma dai terghi degli edifici, che si affacciano su altre strade, come quelli del convento di Santo Spirito (a sinistra), dei palazzi di via Santo Spirito (verso nord) e dei palazzi di via de' Serragli (a destra). È dunque una strada interna 'di servizio', con un andamento decentrato nella griglia delle direttrici cittadine, che non si prolunga su nessuna altra strada. 
In ragione di quanto accennato è evidente il carattere appartato della strada, decisamente secondaria nel sistema di viabilità.

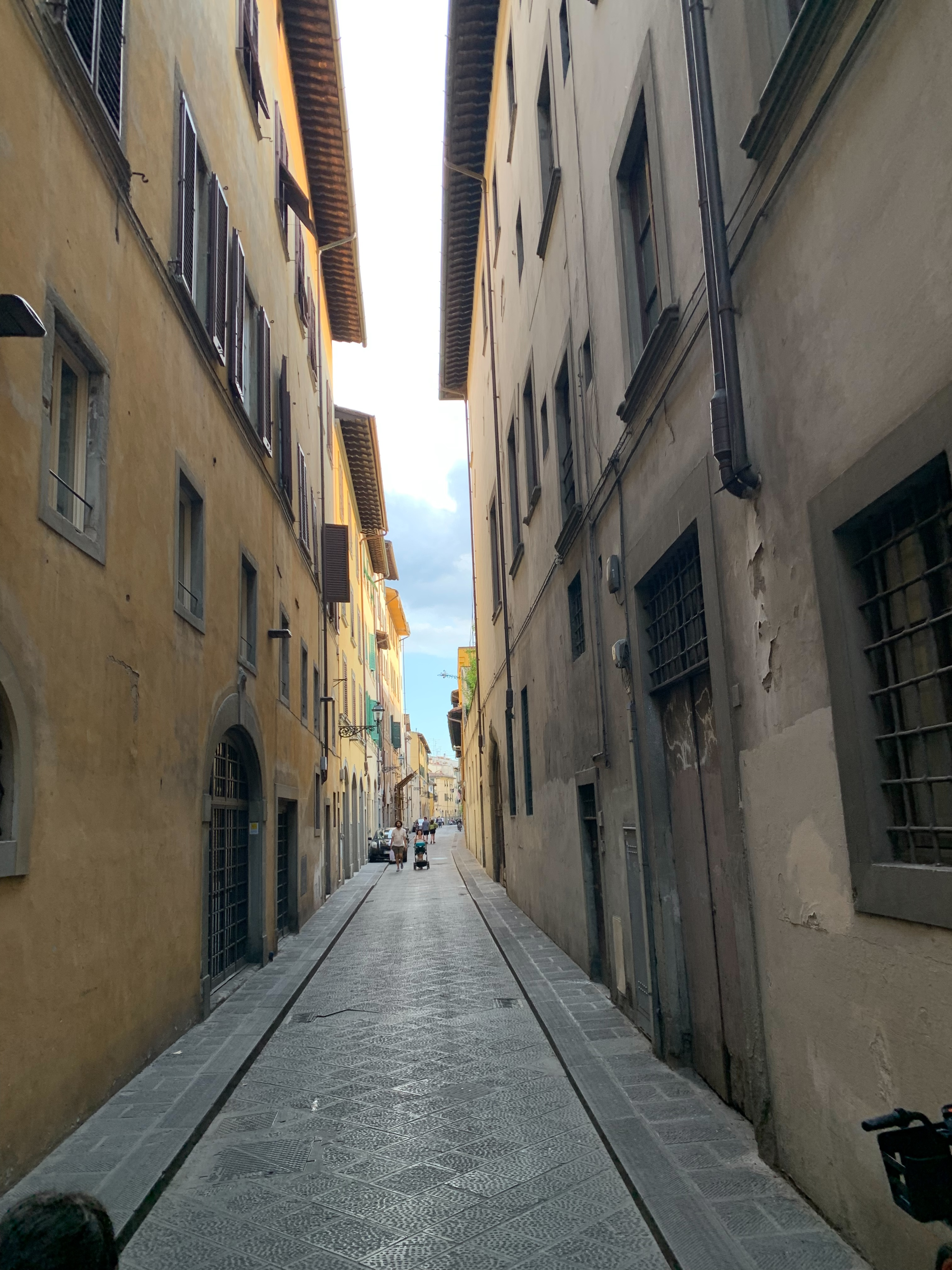
Veduta della strada
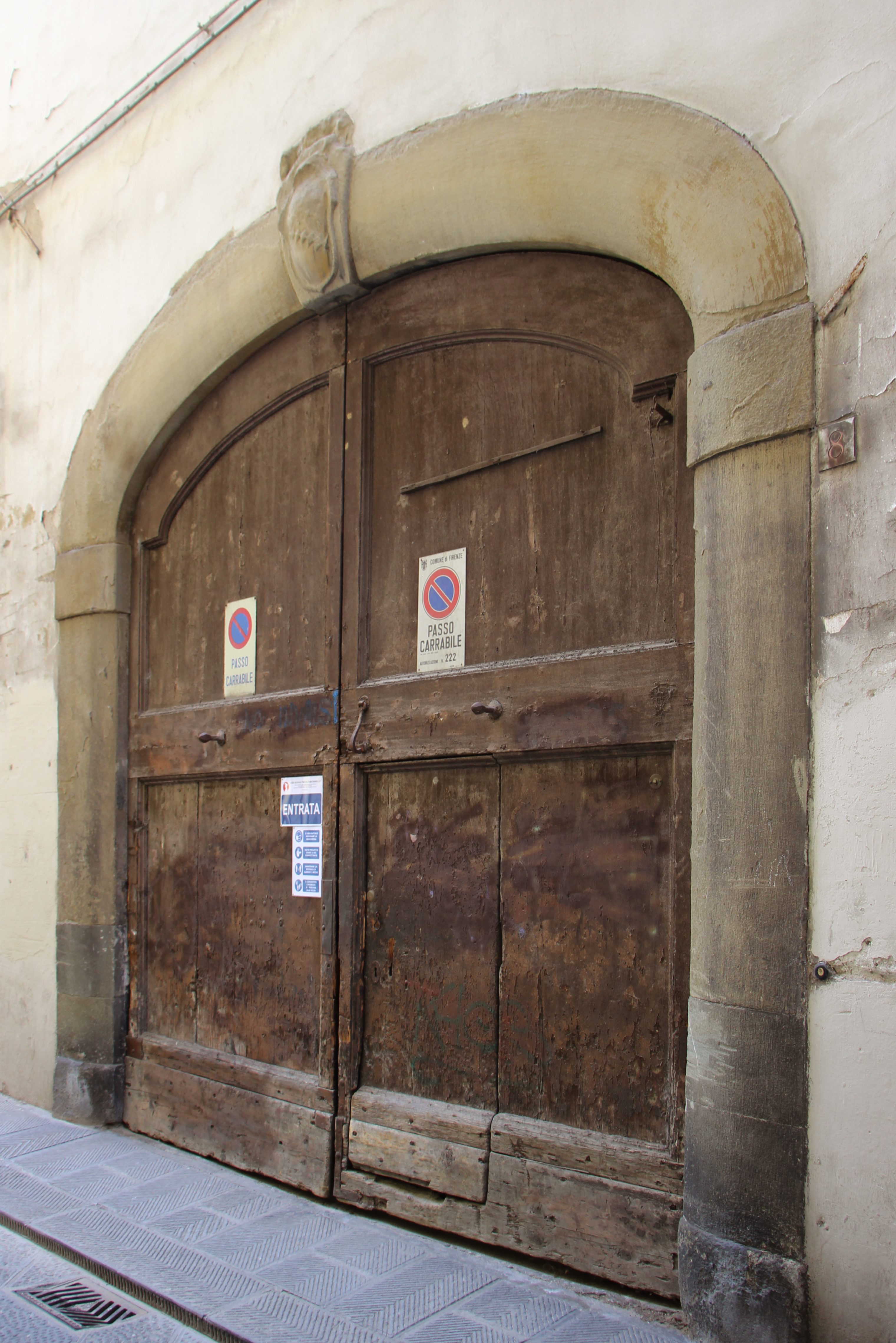
Portale carrabile di palazzo Rinuccini
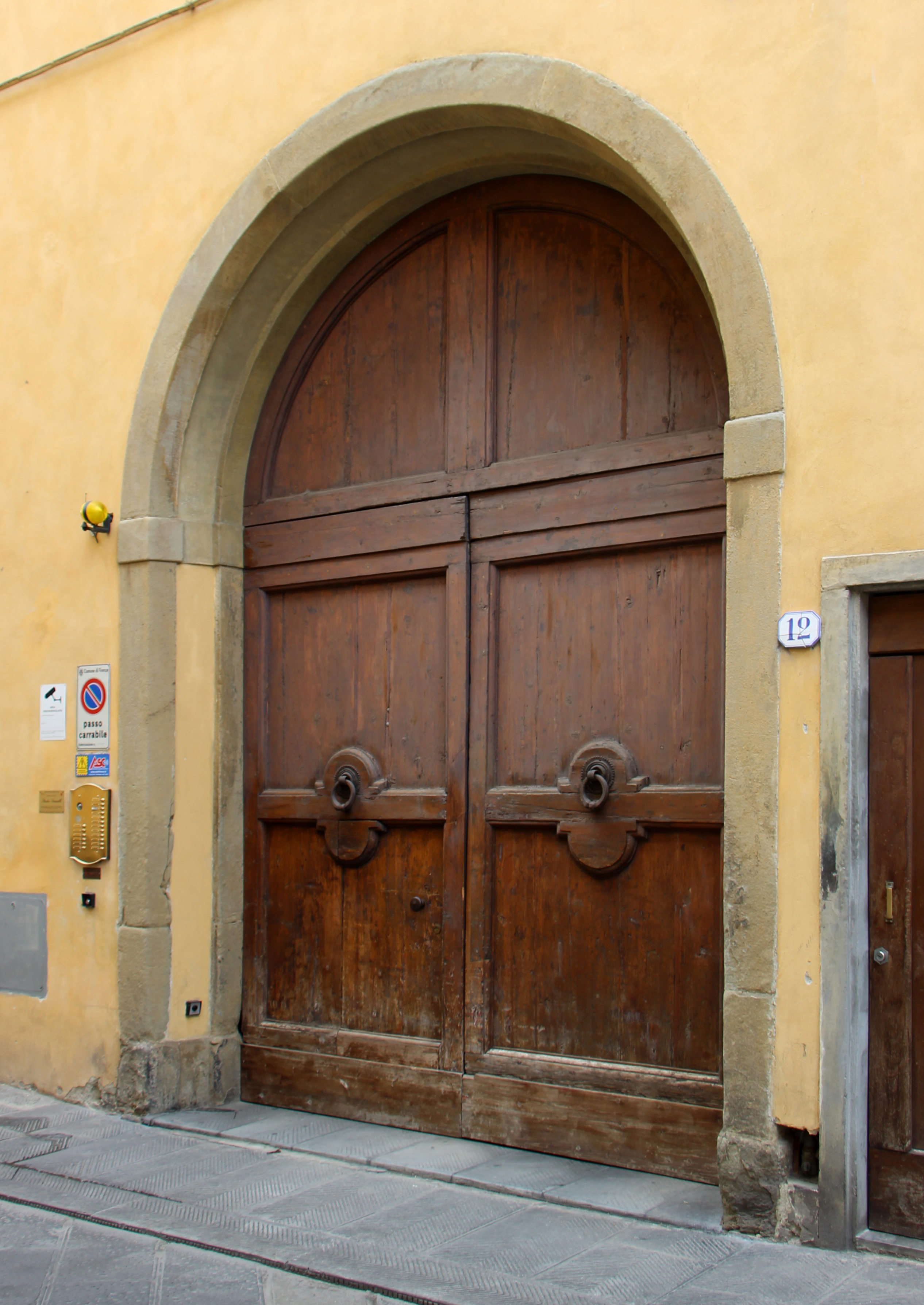
Portale carrabile di palazzo Pallavicini
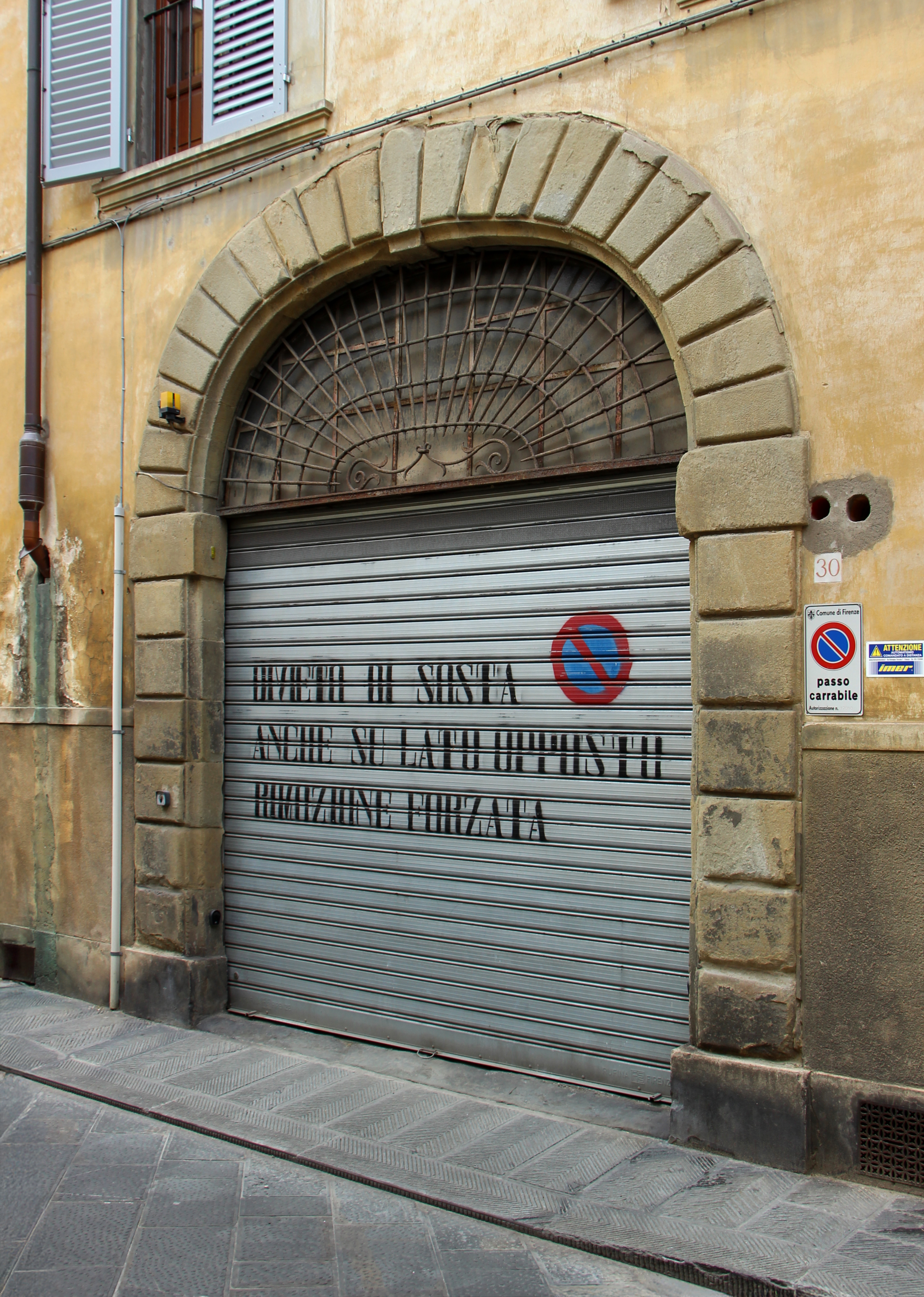
Portale carrabile

### Edifici
| Immagine | N°    | Nome                                    | Descrizione |
| -------- | ----- | --------------------------------------- | --- |
|          | 2r-8r | Palazzo Rinuccini                       | Questo grande palazzo, con fronte principale su via Santo Spirito e via dei Serragli, è nato dall'unione di più edifici, con un'unica facciata realizzata nella prima metà del XVIII secolo. All'angolo con via Maffia si trova il nucleo originario delle case dei Rinuccini, estese poi verso via de' Serragli, che vennero riunite a partire dal 1753, al palazzo che in particolare necessitava di più ampie rimesse per le carrozze, affidandosi all'opera dell'architetto Giulio Mannaioni. Nel XIX secolo scomparve l'ultimo erede maschio dei Rinuccini e il palazzo venne diviso tra più parenti. Gli eredi di Eleonora Rinuccini, sposata con Neri dei Principi Corsini, hanno venduto, nel 1888, il Palazzo a John Elliott che utilizzò parte a residenza personale e parte ad affitti. Il figlio Edward Elliott vendette al Comune di Firenze nell'anno 1919 con l'espresso vincolo che ne venisse ricavata una scuola (R. scuola industriale femminile). In seguito ha ospitato l'Istituto professionale Lucrezia Tornabuoni. Dopo una ristrutturazione del 2003, accoglie oggi il Liceo “Niccolò Machiavelli”, con gli indirizzi Classico, Scienze Umane e Scienze Umane con opzione Economico-Sociale. |
|          | 5     | Casa                                    | L'edificio presenta un fronte organizzato su quattro piani per tre assi, il terreno segnato da due ampi passi carrabili, tra i quali è l'accesso agli appartamenti. L'esterno non presenta elementi architettonicamente significativi (e i carrabili sembrerebbero far pensare all'annesso di un palazzo) e tuttavia lo si segnala per la presenza al terreno di due pietrini, quello posto a sinistra dell'ingresso eroso al punto da risultare illeggibile (ma forse interpretabile come della Compagnia di Orsanmichele, per la forma e per qualche traccia delle lettere OSM), l'altro, posto a destra, con l'Agnus Dei in una tabella rettangolare proprio dell'ospedale Bonifacio, presumibilmente non a riferire del possesso dell'intero edificio da parte dell'ente quanto dell'ampio fondo al terreno. |
|          | 7     | Casa Antinori                           | La casa presenta un fronte organizzato su tre piani, di disegno corrente e modesto. A documentare di una antica fondazione è la porzione di un arco in pietra risparmiato dall'intonaco, in continuità con i fornici che segnano il terreno dell'edificio che segue. Sul fronte è uno scudo ottocentesco con l'arme degli Antinori (troncato: nel primo losangato d'oro e d'azzurro, nel secondo d'oro pieno), a indicare come, a un certo punto della sua storia, la casa abbia presumibilmente fatto parte degli annessi del palazzo Antinori di Brindisi, di cui esiste una rimessa in diretta comunicazione col palazzo sull'altro lato della strada. |
|          | 9     | Casa Mannaioni                          | L'edificio presenta attualmente uno sviluppo di cinque piani dei quali i primi due, seppure con alcune integrazioni, parati in belle bozze di pietra. Il terreno è segnato da due grandi fornici, riadattati il primo a passo carraio, il secondo a portone della casa e ad accesso a un fondo, con in alto uno scudo dal campo eroso e illeggibile. Il disegno dei fornici terreni prosegue, sugli edifici adiacenti, a indicare l'antica storia del luogo e una fondazione riferibile al Trecento o al primo Quattrocento. La fabbrica è attualmente occupata da un residence intitolato alla famiglia Mannaioni, in effetti documentata come storicamente legata al quartiere di Santo Spirito, rione Ferza. La facciata è stata oggetto di restauro nel 2014. |
|          | 2-4   | Palazzo Antinori di Brindisi            | Si estendono da questo lato, per un ampio tratto di via Maffia, gli affacci delle rimesse del palazzo Antinori di Brindisi, presumibilmente riconfigurati negli anni dell'intervento attuato da Giuseppe Poggi sulla residenza. Si tratta della successione di una serie di fabbricati variamente articolati (la facciata del corpo di fabbrica segnato 16-20 rosso, precedentemente in pessime condizioni, è stata ripristinata tra il 2020 e il 2021), per lo più segnati da ampi passi carrabili, nell'ambito dei quali si distinguono le case segnate con i civici 2 e 4, ambedue timbrate, all'altezza del primo piano, da due scudi di fattura ottocentesca, accompagnati da un cartiglio con il campo vuoto, recanti l'arme degli Antinori (qui senza smalti ma troncato: nel primo losangato d'oro e d'azzurro, nel secondo d'oro pieno). |
|          | 8-10  | Palazzo Rosselli del Turco              | Nonostante l'evidente antichità e nobiltà dell'edificio, la letteratura non offre notizie sulle origini del palazzo, con affaccio principale su via dei Serragli. Sappiamo solo come la proprietà venisse acquistata nel 1851 da Luca Rosselli del Turco (1826-1882) in occasione del suo matrimonio con la contessa Vittoria Sassatelli di Imola. Su questo lato si trovano le rimesse e gli accessi a un piccolo cortile interno con un pozzo e vari frammenti scultorei, legati al periodo in cui qui ebbe sede la casa d'arte dei Fratelli Paoletti, tra il 1925 e il 1975 (come riferisce una memoria posta nello stesso cortile). Su un lato della corte è un loggiato, oggi chiuso a vetri, con volte decorate a grottesche. Sul lato sinistro dell'androne è una scala che conduce ad alcuni ambienti parzialmente interrati (a loro volta già utilizzati per l'esposizione della galleria antiquaria), con interessanti dipinti e decorazioni in stile neotrecentesco. |
|          | 12-14 | Palazzo Pallavicini                     | L'edificio, di antica fondazione, venne configurato nelle forme attuali attorno alla metà del Seicento, ad opera di Gherardo Silvani e su commissione di Giovanni Andrea del Rosso, con affaccio principale su via dei Serragli. Successivamente appartenne ai Salviati e quindi ai Ricasoli. Negli anni di Federico Fantozzi appare indicato come palazzo Pallavicini. Su via Maffia è l'esteso fronte secondario del palazzo, dove si apre la successione degli ampi accessi carrabili a quelle che furono le scuderie del complesso, restaurate poco prima del 2008. |
|          | 13-15 | Casa                                    | La casa si presenta esternamente con un grande portale ad arco, una porta minore e due assi di finestre, con tetto a capanna che fa pensare all'esistenza di un antico oratorio, in cui si doveva riunire qualche confraternita legata al complesso di Santo Spirito. Sul portale minore si trova un architrave in pietra con uno stemma di disegno quattrocentesco, molto abraso ma forse riconoscibile come Strozzi, con una banda caricata di tre crescenti. |
|          | 19    | Complesso del convento di Santo Spirito | Si tratta di un edificio che si sviluppa per ben nove assi di finestre lungo la via, già porzione dell'antico convento agostiniano di Santo Spirito a chiudere, da questo lato, il sistema dei vasti chiostri interni. Fu ridotto nel corso dell'Ottocento a diversi usi, come l'edificio che segue segnato 21 nero. Si segnala, sul portale di accesso, a fungere da chiave di volta, uno scudo recante le insegne agostiniane proprie del convento. |
|          | 21    | Scuola Elementare Gaetana Agnesi        | La storia dell'edificio è strettamente legata a quella del convento di Santo Spirito, nell'ambito del quale gli ambienti dell'attuale scuola svolgeva nel Cinquecento il ruolo di refettorio. L'utilizzazione di questa porzione del complesso come scuola dovrebbe risalire alla prima metà dell'Ottocento e tuttavia, dopo la parentesi che vide negli anni di Firenze Capitale (1865-1871) impiegare gli spazi per ospitare il Comitato del Genio e Artiglieria, effettivi lavori finalizzati a definire una nuova scuola comunale dovrebbero datarsi al 1870 (una delibera del Comune del 1885 conservata presso l'Archivio Storico del Comune di Firenze autorizza la costruzione di una nuova scuola maschile nella zona allora giardino). Ulteriori interventi per adeguare l'antica fabbrica alle nuove esigenze sono documentati al 1925 e al 1937-1938. Tra il 2007 e il 2011 si è tornati a intervenire sulla struttura con lavori di restauro e di adeguamento su progetto dell'architetto Gianni Gaggio e direzione dei lavori dell'architetto Raffaele Ceppari. La struttura accoglie sia una scuola elementare sia una scuola d'infanzia comunale, con accesso anche da piazza Santo Spirito.          |
|          | 29    | Casa                                    | Si tratta di un edificio a due piani di carattere moderno che si sviluppa essenzialmente lungo via Maffia ma che guarda con uno smusso di un asse su via Sant'Agostino. Qui è in alto un affaccio con balcone e in basso un tabernacolo con edicola architettonica, recante un affresco databile attorno all'anno 1700 con la raffigurazione della Madonna col Bambino, sant'Agostino, l'arcangelo Raffaele e Tobiolo, già attribuito a Cipriano Lensi e recentemente ricondotto all'attività del pittore fiorentino Niccolò Nannetti, in quegli anni attivo per il convento di Santo Spirito. |
|          | s.n.  | Palazzo                                 | Si tratta di un edificio di impianto quattrocentesco che determina uno sprone tra via Sant'Agostino 14 e via Maffia, il fronte principale originariamente sviluppato su tre piani su quattro assi. È stato ristrutturato e ampliato più volte nel corso del tempo, fino alla soprelevazione dell'ultimo piano riconducibile agli anni di Firenze Capitale (1865-1871). Fu restaurato nel 1965, quindi danneggiato dall'alluvione del 1966 e nuovamente restaurato nel 1968. Quest'ultimo intervento risulta tra quelli premiati dalla Fondazione Giulio Marchi nel 1969. |
|          | 45r   | Casa                                    | Si tratta di un edificio che determina uno dei cantoni con via Sant'Agostino, con il fronte principale su quel lato, dove presenta una scansione di tre piani su tre assi, con la porta di ingresso decentrata sulla sinistra, il tutto frutto di una riconfigurazione ottocentesca. Dal lato di via Maffia, dove non vi sono elementi architettonici significativi, è in prossimità dell'angolo una edicola moderna contenente un affresco centinato staccato, di mediocre fattura e di carattere cinque seicentesco, raffigurante la Madonna col Bambino affiancata da san Giovannino e sant'Agostino. |
|          | 18    | Casa                                    | La casa si imposta sull'angolo tra via Maffia e via Sant'Agostino e presenta facciate organizzate su quattro piani per altrettanti assi dal lato di via Maffia, per due assi su via Sant'Agostino. Pur non presentando sui fronti elementi architettonici d'interesse, la si segnala per la presenza, dal lato di via Maffia, sull'accesso segnato 46 rosso, di un pietrino in cattive condizioni di conservazione ma sicuramente individuabile come recante l'insegna del monastero di Santa Maria Regina Coeli detto del Chiarito, di via San Gallo, a indicare presumibilmente non tanto una antica proprietà dell'intero edificio quanto del vasto fondo sul cui accesso e collocato. |
|          | 31    | Casa                                    | Pur non presentando sui fronti elementi architettonici d'interesse, si segnala l'edificio per la presenza, sul limitare destro del fronte, al terreno, di un pietrino con la scritta "Della Prioria di San Romolo in Piazza", a rivendicare la proprietà della casa, un tempo, da parte dell'istituto religioso già esistito in piazza della Signoria. |
|          | 43    | Palazzo Ricasoli Salviati               | Un androne con ampio portone veniva usato per il passaggio delle carrozze con accesso diretto al giardino e al cortile di Palazzo Ricasoli Salviati, che qui chiude il tratto senza sfondo della strada. Nell'edificio ha oggi sede l'Istituto Emily Gould legato alla Chiesa Valdese. |

### Tabernacoli

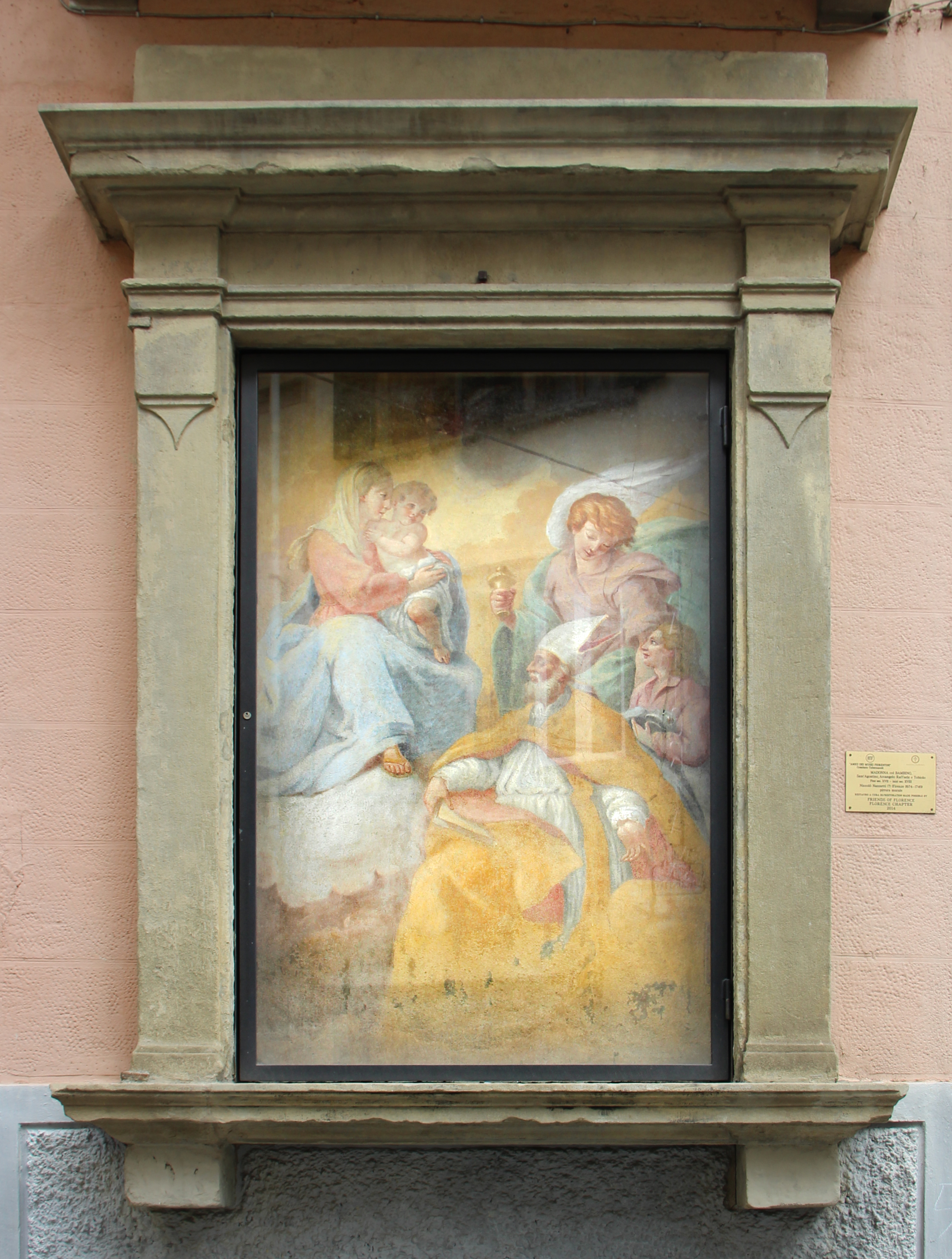
Il tabernacolo in angolo con via Sant'Agostino

All'incrocio con via Sant'Agostino esistono due grandi tabernacoli. Uno è dedicato a Sant'Agostino (lato nord) e uno alla Madonna (lato sud). Il primo, più in particolare, è di forma rettangolare (circa 165x105 cm) e contiene nella cornice in pietra un affresco della Madonna col Bambino tra i santi Agostino e Raffaele con Tobiolo, opera di Niccolò Nannetti del 1700-1710 circa, fatto dipingere dai frati Agostiniani di S. Spirito sull'angolo del muro che cingeva l'orto del loro convento. La presenza dei due santi si spiega appunto per la vicinanza al convento agostiniano  (Santo Spirito) e forse per il monastero dell'Arcangelo Raffaello in borgo San Frediano, ma l'arcangelo potrebbe anche essere stato il protettore di qualche donatore che si chiamava Raffaele o Raffaello, e inoltre era invocato come protettore di pellegrini e viandanti, che qui passavano numerosi dopo essere entrati da porta San Frediano. L'affresco, già oggetto di un intervento condotto dai fratelli Cesare e Lamberto Benini nel 1955 e del quale si lamentava il precario stato conservazione nella precedente redazione di questa scheda (2012), è stato restaurato nel 2014 (inaugurazione nel gennaio 2015) grazie al sostegno dall’associazione non profit Friends of Florence e la collaborazione del Comitato per il restauro e il decoro dei tabernacoli degli Amici dei Musei fiorentini (restauratori Bartolomeo Ciccone e Francesca Piccolino Boniforti, con Cristina Napolitano per l'intervento sull’edicola lapidea).
L'altro tabernacolo mostra, entro una cornice centinata, un altro affresco con la Madonna col Bambino tra i santi Agostino e Giovannino (circa 116x60 cm), santi legati ancora agli Agostiniani e al patronato su Firenze. L'opera è di scuola fiorentina della seconda metà del Cinquecento. L'opera è in mediocri condizioni di conservazione nonostante la protezione offerta da un vetro

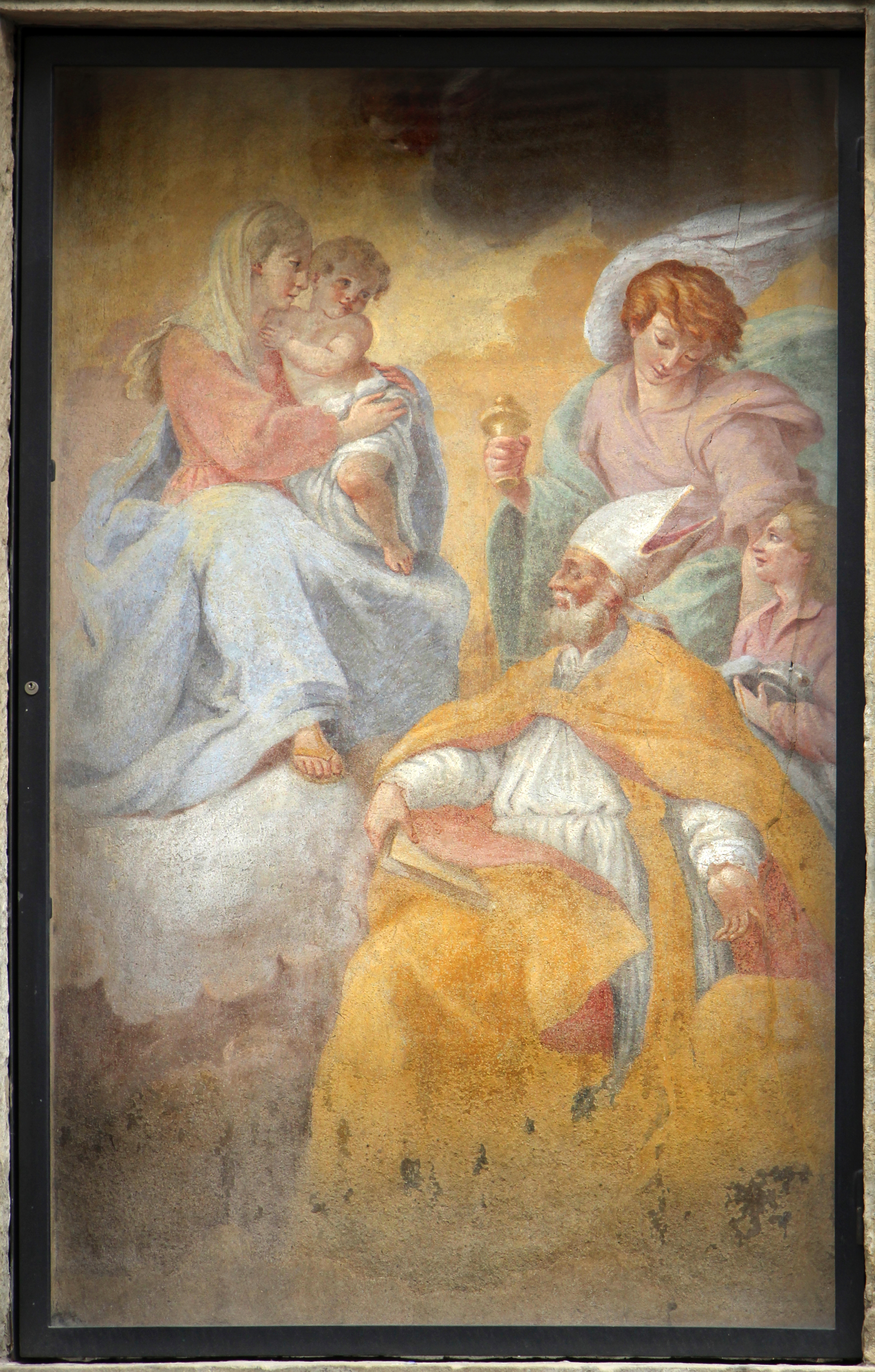
Tabernacolo di Sant'Agostino
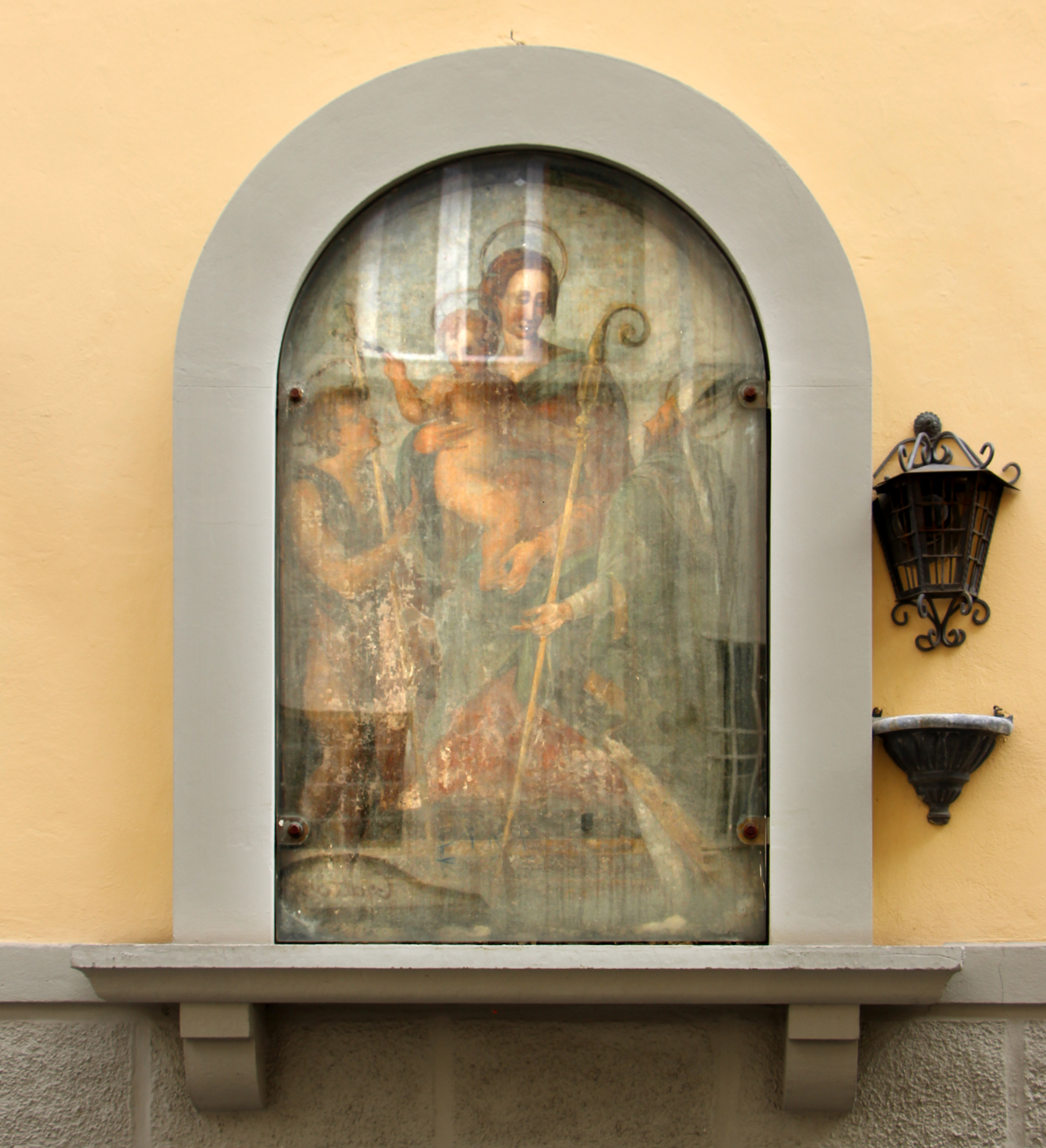
Tabernacolo della Madonna col Bambino
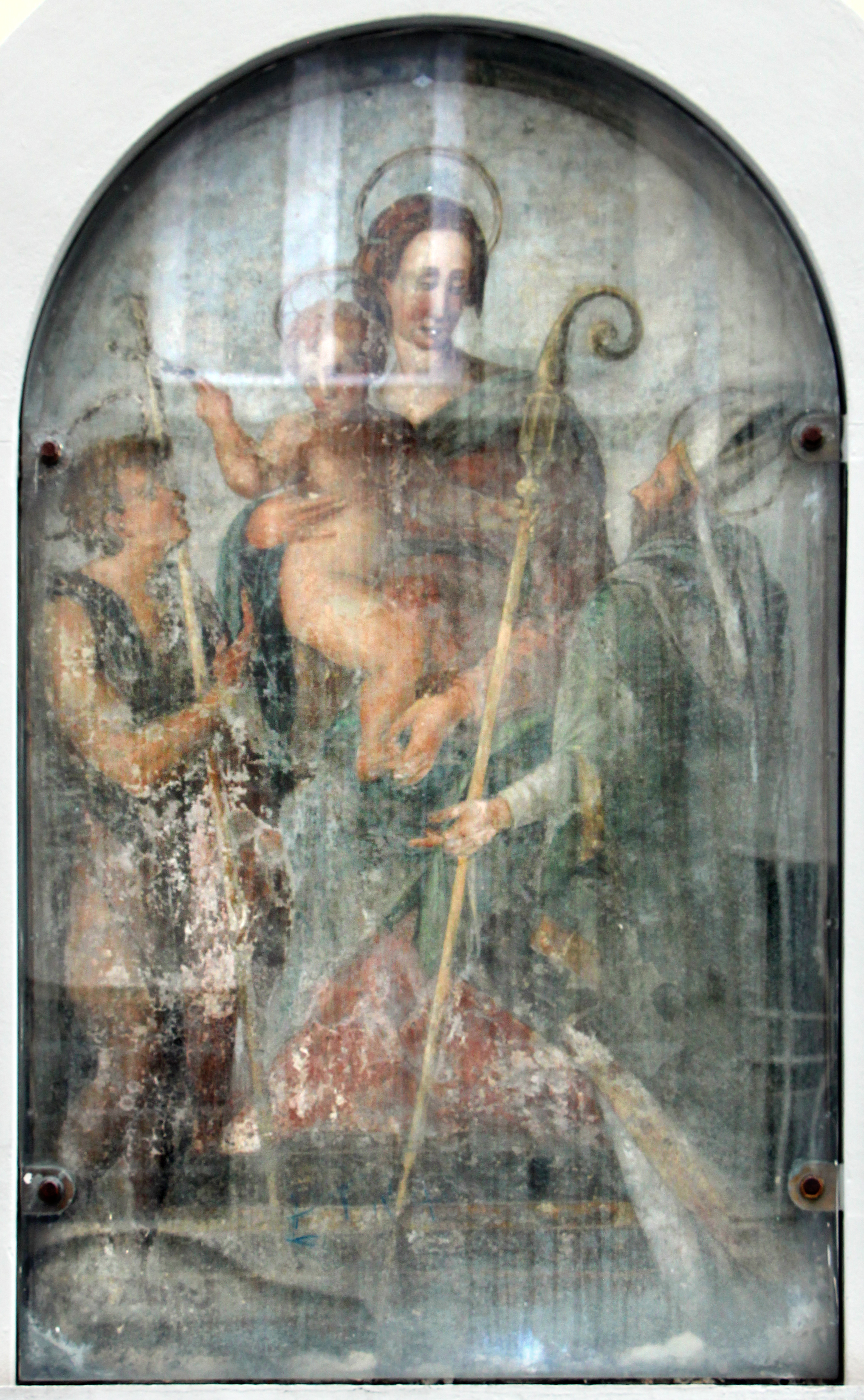
Tabernacolo della Madonna col Bambino

### Lapidi

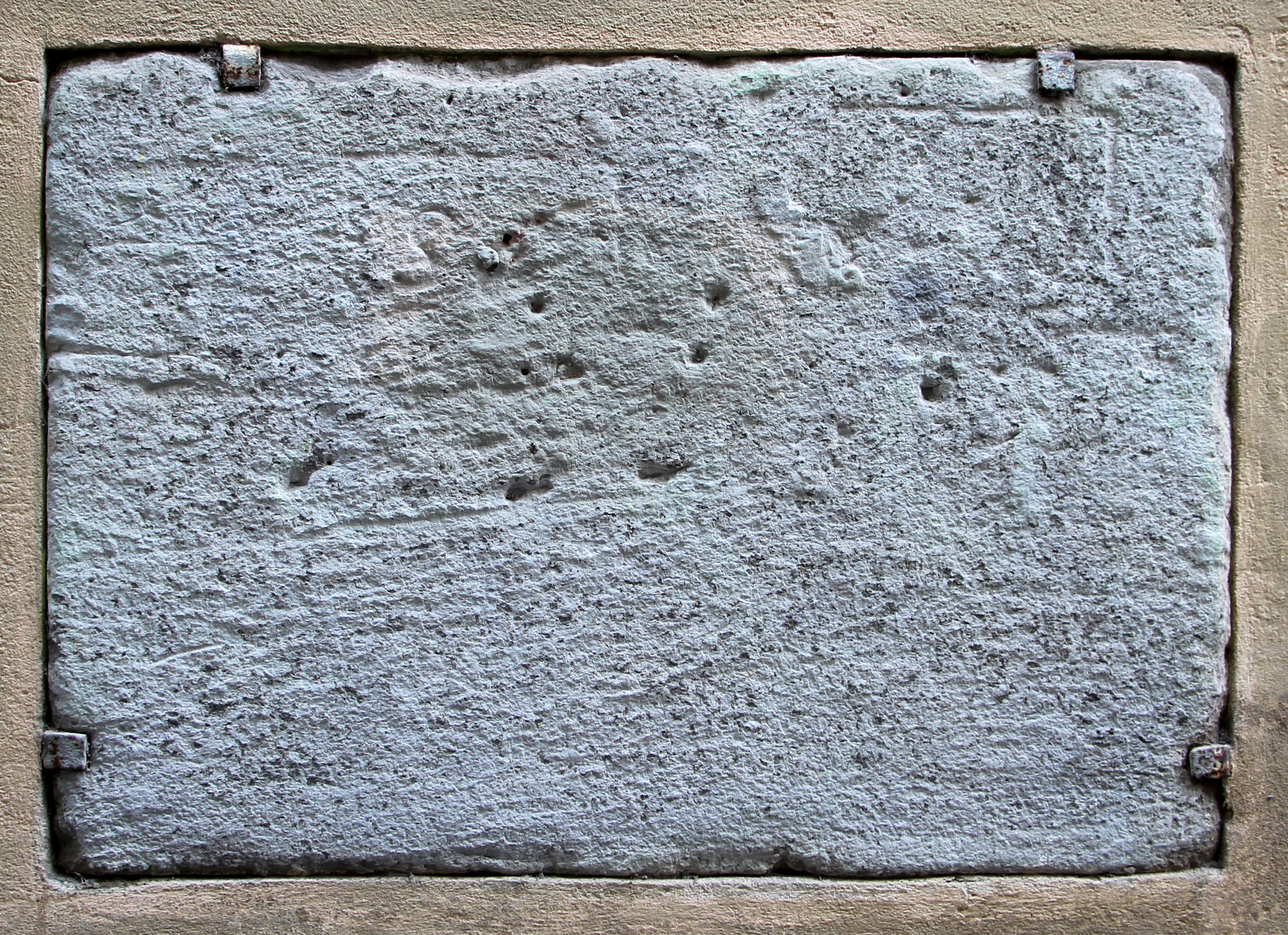
Pietra davanti all'8 rosso

All'inizio della strada, davanti al n. 8 rosso, si trova incassata nella muratura una pietra quadrangolare in cui si intravedono alcune incisioni di lettere e numeri, ma il cui significato e storia non è ancora stato disvelato.
Più avanti nella strada, al 30 rosso, si trova una lapide con un bando dei Signori Otto, scarsamente leggibile:
| A DI 13 LVG 1701 GLI SPETTABILI SS OTTO DI GVARDIA E BALIA DELLA CITTÀ DI FIRENZE PROIBI RONO A QVALSISIA PERSONA DI GIVOCARE IN VIA MAFFIA A PALLA PALLOTTOLE ET A QVALSISIA ALTRO GIVOCO SOTTO PENA DI SCVDI:DVE.DI CAT E DEL ARB DEL MAG OLTRE ALLE ALTRE PENE INPO DAL LEGGI |

In italiano corrente si può trascrivere: «Il 13 luglio 1701 gli spettabili Signori Otto di Guardia e Balìa della città di Firenze hanno proibito a chiunque di giocare in via Maffia a palla, a pallottole o a qualsiasi altro gioco, sotto pena di due scudi di multa, della cattura e dell'arbitrio del magistrato, oltre alle pene imposte dalle leggi».